# Ezcurrite
L'ezcurrite è un minerale.